# Сидяхарвута
Сидяхарвута (устар. Сиди-Харвута) — река в России, протекает по Пуровскому району Ямало-Ненецкого АО. Устье реки находится в 79 км по правому берегу реки Табъяха. Длина реки составляет 14 км.
Берёт начало из безымянного озера на высоте 48,1 нум. В нижней части течения принимает правый приток — реку Харвутатарка, берущую начало из озера Сидято.

## Данные водного реестра
По данным государственного водного реестра России относится к Нижнеобскому бассейновому округу, водохозяйственный участок реки — Пур, речной подбассейн реки — Подбассейн отсутствует. Речной бассейн реки — Пур.
По данным геоинформационной системы водохозяйственного районирования территории РФ, подготовленной Федеральным агентством водных ресурсов:
- Код водного объекта в государственном водном реестре — 15040000112115300062064
- Код по гидрологической изученности (ГИ) — 115306206
- Код бассейна — 15.04.00.001
- Номер тома по ГИ — 15
- Выпуск по ГИ — 3